# Affaldshenkastning
Henkastet affald består af affaldsprodukter, der er blevet kasseret forkert, uden samtykke, på et uegnet sted.
Store og farlige affaldsgenstande såsom dæk, elektriske apparater, elektronik, batterier og store industricontainere bliver nogle gange smidt på isolerede steder, såsom i skove og andre offentlige arealer.
Det er en form for menneskelig påvirkning af miljøet og er fortsat et alvorligt miljøproblem i mange lande. Affald kan eksistere i miljøet i lange perioder før det nedbrydes og transporteres over store afstande ud i verdenshavene.
Cigaretskod er det mest henkastede stykke affald i verden, med 4,5 billioner stk. kasserede hvert år.  Estimater på den tid det tager for cigaretskod at nedbrydes varierer, det spænder fra fem til fire hundrede år før det er fuldstændigt nedbrudt.  

## Årsager
Ud over forsætlig henkastning er næsten halvdelen af affaldet på amerikanske veje nu utilsigtet affald, som regel affald, der falder af under transport da det ikke har været sikret ordentligt på traileren, genbrugsbileen eller pickup-truck'en.  Befolkningsniveauer, trafiktæthed og nærhed til affaldsdeponeringspladser er faktorer, der vides at hænge sammen med højere affaldsmængder.     
Ulovligt dumpet farligt affald kan være et resultat af omkostningerne ved at aflevere materialer på udpegede steder: nogle af disse opkræver et gebyr for deponering af farligt materiale.  Manglende adgang til nærliggende faciliteter, der tager imod farligt affald, kan afskrække brugen. Derudover kan uvidenhed om de love, der regulerer korrekt bortskaffelse af farligt affald, forårsage ukorrekt bortskaffelse.
Ifølge en undersøgelse fra den hollandske organisation VROM hævder 80 % af befolkningen, at "alle efterlader et stykke papir, dåse eller noget på gaden".  Unge fra 12 til 24 år forårsager mere affald end den gennemsnitlige (hollandske eller belgiske) person; kun 18 % af de mennesker, der regelmæssigt Henkaster affald, var 50 år eller ældre. Men en undersøgelse fra 2010 af affald i Maine, New Hampshire og Vermont i USA, placerede affaldshenkastere på 55 år og derover til mindre end 5 %. Den samme observationsundersøgelse anslog, at 78% af Affaldshenkastere er mænd.  Affaldsorganisationer, såsom Keep America Beautiful , Keep Northern Ireland Beautiful og Bay Area Stormwater Management Agencies Association, har fokuseret uddannelsesindsatsen på unge affaldshenkastere.    Uagtsom eller skånsom retshåndhævelse bidrager til Affaldshenkastningsadfærd. Andre årsager til henkastningen er mangel på nemt tilgængelige skraldespande, ligegyldighed og økonomiske forhold. En undersøgelse af dumping i Pennsylvania viste, at det største antal ulovlige lossepladser var i byer uden kommunal affaldstransport.  Den samme rapport nævner også manglende tilgængelighed af skraldespandstømning og genbrugsservice, mangel på håndhævelse og vane som mulige årsager.  Tilstedeværelsen af affald inviterer til henkastning af affald. 
To-trins-procesmodellen for henkastningsadfærd beskriver de forskellige måder, hvorpå mennesker henkaster affald. Modellen blev foreslået af Chris Sibley og James Liu og skelner mellem to typer affald: aktiv og passiv. 
Teorien har betydning for forståelsen af de forskellige typer af affaldsreduktions initiativer, der mest effektivt vil reducere affald i et givet miljø. Teorien siger, at alt andet lige vil passiv henkastning være mere modstandsdygtig over for forandringer på grund af to psykologiske processer: 1. spredning af ansvar, der øges i takt med, at tiden mellem, hvornår en person placerer affald i miljøet, og hvornår de forlader territoriet, og 2. Fortrænge, hvilket også er mere tilbøjeligt til at opstå ved længere tid mellem, hvornår en person placerer affald i miljøet, og når de forlader territoriet.

## Livscyklus
Henkastetaffald kan forblive synligt i længere tid, før det i sidste ende nedbrydes biologisk, dog kan genstande lavet af komprimeret glas, polystyren eller plastik, muligvis forbliver i miljøet i over en million år.   
Omkring 18 procent af affaldet, der normalt rejser gennem regnvandssystemer, ender i lokale vandløb, floder og vandveje. Uopsamlet affald kan samle sig og flyde ud i vandløb, lokale bugter og flodmundinger . Affald i havet skylles enten op på strandene eller samles i havgyres såsom Affaldsøen i det nordlige stillehav . Omkring 80 procent af havets affald kommer fra landbaserede kilder. 
Noget affald, der indsamles, kan genbruges, men nedbrudt affald kan ikke genbruges og nedbrydes til sidst til slam, ofte giftigt. Størstedelen af det affald, der indsamles i usa, går til lossepladser .

## Effekter
Henkastet affald kan have en skadelig indvirkning på mennesker og miljø på forskellige måder.

### Virkninger på mennesker
Farlige materialer indkapslet i dæk og andre genstande af ulovligt dumpet affald kan udvaskes til vandkilder, forurene jorden og luften vi alle afhænger af.
Dæk er det oftest dumpede farlige affald [kilde mangler].  I 2007 genererede USA 262 millioner skrotdæk.  38 stater har love, der forbyder, at hele dæk deponeres på lossepladser.  Mange af disse kasserede dæk ender ulovligt dumpet på offentlige arealer. Dæk kan blive en yngleplads for insektvektorer, som kan overføre sygdomme til mennesker.  Myg, som yngler i stillestående vand, kan overføre West Nile-virus og malaria . Gnavere yngler i akkumulerede dæk og kan overføre sygdomme som Hantavirus . 
Når dæk brændes, kan de ulme i lange perioder og udsende hundredvis af kemiske forbindelser, der forurener luften og forårsager luftvejssygdomme. Derudover kan den efterladte rest skade jorden og udvaskes til grundvandet. 
synlig forurening er en væsentlig effekt af henkastet affald.
Åbne beholdere såsom papirkopper, madindpakning af pap, drikkedunke i plastik og drikkedunk af aluminium bliver fyldt op med regnvand, hvilket giver ynglesteder for myg . Derudover kan en gnist eller et lyn starte en brand, hvis den rammer affald som en papirpose eller papkasse.
Henkastet affald kan være livsfarligt. Affald, der falder fra køretøjer, er en stigende årsag til bilulykker .  Kasseret farligt gods, kemikalier, dæk, skarpt affald og patogener fra affald kan forårsage utilsigtet skade på mennesker.
Affald medfører også betydelige omkostninger for økonomien. Oprydning af henkastet affald i USA koster hundredvis af dollars pr. ton, omkring ti gange mere end omkostningerne ved almindelig bortskaffelse af affald, med en samlet pris på omkring 11 milliarder dollars om året.  

### Effekter på dyrelivet
Dyr kan blive fanget i eller forgiftet af affald i deres levesteder. For eksempel kan plastikken, der bruges til at holde drikkevaredåser sammen, blive viklet om halsen på dyr og få dem til at kvæles, mens de vokser. Cigaretskod og filtre er en trussel mod dyrelivet og er blevet fundet i maven på fisk, fugle og hvaler, som har forvekslet dem med mad. Andre tilfælde, hvor dyr kan blive skadet af affald omfatter knust glas, der skærer poterne på hunde, katte og andre små pattedyr.

### Andre effekter
organisk affald i store mængder kan forårsage vandforurening og føre til algeopblomstring .  Cigaretter kan også starte brand, hvis de ikke slukkes og derefter smides ud i miljøet.

## Udbredelse
Affald er et miljøproblem i mange lande rundt om i verden. Mens udviklingslandene mangler ressourcer til at håndtere problemet, er forbrugerbaserede økonomier i den vestlige verden i stand til at generere større mængder affald pr. indbygger på grund af et højere forbrug af engangsprodukter .

### Mærkeaffald
En række troværdige undersøgelser har vist, at fastfood- emballage er en af de mest almindelige former for affald, mens McDonald's er det mest almindelige affaldsmærke, på trods af at de har beskeder på indpakningen, der indstuere i korrekt bortskaffelse af produkterne, såsom Ronald McDonalds "ryddelige mand"-mærkning.   Ifølge Keep Britain Tidy i 2013 var Cadbury chokoladeindpakninger, Walkers Kiksepakker og Coca-Cola dåser de tre topmærker, der var de mest almindelige stykker affald, der blev fundet i britiske gader. 

## Løsninger

### Affaldsspande
Offentlige skraldespande stilles til rådighed af lokale myndigheder for at borgerne har et bekvemt og let tilgængeligt sted at bortskaffe derres affald til senere indsamling. Der tilbydes i stigende grad både muligheder for at komme af med almindeligt affald og genbrugsmuligheder. Kommunerne indsamler affaldet der enten tages direkte til genbrug i butikker eller lignende, eller til genbrug i produktion. Der er dog nogle problemer med denne tilgang; hvis beholderne ikke tømmes regelmæssigt, vil beholderne flyde over og kan øge affaldet indirekte. Nogle lokale myndigheder vil kun tage ansvar for affald, der bliver lagt i skraldespandene, hvilket betyder, at affald fortsat er et problem. Folk kan give mangel på velplacerede skraldespande skylden for deres affald. Farlige materialer kan ofte bortskaffes forkert i skraldespandene, og de kan tilskynde til at folk skralder.

### Oprydning
Frivillige, nogle gange alene eller koordineret gennem organisationer, samler affald op og bortskaffer det. Der kan arrangeres oprydningsarrangementer, hvor deltagerne nogle gange finkæmmer et område i en linje for at sikre, at der ikke går glip af affald. Organisationer kan fremme affaldsoprydningsarrangementer og kan også have separate mediekampagner for at forhindre affald.
I Nordamerika er Adobter en vej programmer populære, hvor virksomheder, organisationer og private forpligter sig til at holde vejstrækninger rene. Keep America Beautiful har holdt affaldsoprydning kaldet Great America Cleanup siden 1998 i over 20.000 lokalsamfund landsdækkende. 
Earth Day oprydning er blevet afholdt globalt siden 1970. I 2019 samarbejdede Earth Day Network med Keep America Beautiful og National Cleanup Day til den Årlige landsdækkende Earth Day CleanUp. Oprydning blev afholdt i alle 50 stater, 5 amerikanske territorier, 5.300 steder og havde mere end 500.000 frivillige.  
Kommercielle ejendomme såsom detailhandel, kontor og industri har vedligeholdelsesprogrammer for affaldsopsamling. Denne service kan leveres af ejendomsejere eller være udliciteret til forskellige tjenesteudbydere af ejendomsadministrationsselskaber, der handler på ejerens vegne. Affaldsopsamling udføres til fods ved hjælp af simple håndværktøjer. En arbejder vil gå på fortovene, parkeringspladsen og landskabet og feje affaldsmateriale op i en fejemaskine, enten moterdrevet eller hånddrevet, eller sæk. Indholdet tømmes i en affaldsspand på arbejdspladsen.
I Kiwayu, en kenyansk ø, bruges noget af det indsamlede affald (Skum klip-klapper) til at lave kunst, som derefter sælges.  

### Affaldsfælder
Affaldsfælder kan bruges til at fange affald, når det kommer ud af regnvandsafløb inden det fortsætter ad vandveje. Affaldsfælder er dog kun effektive til store eller flydende affaldsgenstande og skal vedligeholdes. En nylig affaldsundersøgelse viste en forskel i sammensætningen af gadeaffald og regnvandsaffald. 

### Overvågning af dumpningssteder
Der har i stigende grad været bestræbelser på at bruge teknologi til at overvåge områder, der er tilbøjelige til at dumpe. I Japan brugte en undersøgelse Geographic Information Systems (GIS) til at kortlægge områder med dumpning baseret på stedets karakteristika. En anden undersøgelse brugte satellitbilleder til at opdage mulige ulovlige dumpningssteder.

### Lovgivning om pant på dåser og flasker
Lovgivning om pant kan både sigte mod at reducere affald og også tilskynde til afhentning gennem lokale genbrugsprogrammer, der tilbyder incitamenter, især for aluminiumsdåser, glasflasker og plastikflasker . I New York øgede en udvidet flaskeregning, der omfattede plastikvandflasker, genbrugsraterne og genererede 120 millioner dollars i indtægter til statens Generelle Fund fra uhævede indskud i 2010. 
I nogle lande, såsom Tyskland og Holland, er der indført lov om pant på beholdere på dåser og plastikflasker. Dele af Belgien overvejer også at vedtage en sådan lovgivning.  Folk kan således indsamle refusionsværdipenge fra denne type affald. Resultatet af dette er, at der i Tyskland stadig næsten ikke findes dåser eller plastikflasker langs vejen. I Holland er mængden af affald faldet betragteligt, siden den nye lov blev implementeret, og 95 % af plastikflaskerne bliver nu genbrugt. Ifølge Chris snick kan indtægterne fra affaldsplukning være økonomisk rentable i lande, hvor lovgivning om containerpant er blevet indført: På 1 time lykkedes det ham at hente 108 dåser og 31 plastikflasker, hvilket gav ham 13,90 euro (0,10 €). pr. dåse/plastikflaske).  Til sammenligning, i lande, hvor kun værdien af aluminium f.eks. ville blive refunderet, ville 139 dåser kun give 1,72 euro (0,0124 euro pr. dåse; forudsat at der er 15 gram aluminium i en dåse, og med skrot af aluminium til en værdi af 0,8267 euro) /kg  ).

### Bøder
Nogle lande og lokale myndigheder har indført lovgivning for at løse problemet.
Henkaster man affald i naturen kan man risikere at få en bøde med det samme skulle man være iagtaget af en betjent eller anden håndhæver af den offentlige orden.
Der findes specifik lovgivning i følgende lande:
- USA - straffes med en minimumsbøde på $200 og en maksimumbøde på $1.000 eller endnu mere i nogle stater for en første lovovertrædelse, samfundstjeneste eller begge dele, som fastsat i statens vedtægter og bybekendtgørelser. Alle 50 stater har love mod affaldshenkastning, med forskellige bøder, samfundstjeneste og/eller fængsel som mulig straframme. [44]
- Storbritannien - Affaldshenkstng er en lovovertrædelse i henhold til Environmental Protection Act 1990 . Dette blev udvidet af Clean Neighborhoods and Environment Act 2005 under sektion 18. Det medfører en maksimal straf på £2500 ved domfældelse. Imidlertid udsteder mange lokale myndigheder faste bøder i henhold til sektion 88 i Environmental Protection Act 1990. Hvis en påstået gerningsmand ikke ønsker at betale en fast bøde, kan han få sagen behandlet i Magistrates Court .
- Australien - ingen national lovgivning, selvom statsbaserede miljøbeskyttelsesmyndigheder har love og bøder for at modvirke henkastning.
- Holland - Hollandsk politi og lokale tilsynsførende (kendt som buitengewoon opsporingsambtenaar eller BOA) udskriver bødertil borgere for at smide dåser, flasker eller indpakninger ud på gaden.
- Schweiz - Henkastnng eller dumpning af affald ukorrekt eller ulovligt medfører en høj bøde.
- Danmark - Henkastning af affald giver en bøde der spænder fra 1.000 Kr. til 8.000 Kr. alt efter hvad der henkastes og hvor det kastes

## Kampagner mod affaldshenkastning
Der eksisterer mange grupper med det formål at øge bevidstheden og køre kampagner, herunder oprydningsarrangementer. World Cleanup Day er en verdensomspændende kampagne. TrashTag og Plogging er eksempler på bevægelser på individuel skala.
I USA er der en række organisationer, der kører anti-affaldskampagner. Keep America Beautiful blev grundlagt i 1953 og udbredte ordet litterbug, opfundet af dets partner Ad Council i 1947.  Mindst 38 stater har højt profilerede, regeringsanerkendte slogankampagner, herunder Don't Mess with Texas ;Let's Pick It Up New York; Don't Trash California; Take Pride in Florida; Keep Iowa Beautiful. National CleanUp Day afholdes årligt den tredje lørdag i september.
I Australien er Clean Up Australia Day støttet af mange store australske virksomheder, firmaer og frivillige. Anti-affaldshenkastningsorganisationer inkluderer " Keep Australia Beautiful ", grundlagt i 1963. De skabte den populære "Do the Right Thing"-kampagne, og dens Tidy Towns-konkurrence blev velkendt som et meget konkurrencepræget udtryk for borgerlig stolthed.
Keep Britain Tidy er en britisk kampagne drevet af Keep Britain Tidy miljøvelgørenhed, som er delvist finansieret af den britiske regering.

## Historie
Gennem menneskehedens historie har mennesker smidt uønskede materialer ud på gader, vejkanter, på små lokale lossepladser eller ofte fjerntliggende steder. Før reformer i byerne i midten til slutningen af det 19. århundrede var sanitet ikke en regeringsprioritet. De voksende bunker af affald førte til spredning af sygdomme.
Lovgivning mod affald ser ud til at have eksisteret i det antikke Grækenland, som det fremgår af en vejmarkering opdaget på øen Paros, med inskriptionen "den, der taber deres affald på gaden, skylder 51 drakmer til den, der ønsker at gøre krav på dem" . 
For at imødegå den voksende mængde affald, der genereres i USA, blev Solid Waste Disposal Act af 1965 vedtaget. I 1976 ændrede den føderale regering loven om bortskaffelse af fast affald og skabte loven om ressourcebevarelse og -indvinding (RCRA), som kræver en "vugge til grav"  tilgang til korrekt håndtering af potentielt farlige materialer. RCRA giver bemyndigelse til Environmental Protection Agency (EPA) til at regulere og håndhæve korrekt bortskaffelse af farligt affald.  Mange lande har nu love, der kræver, at farligt husholdningsaffald skal deponeres på et særligt sted i stedet for at sendes til lossepladser med almindeligt affald. Farligt husholdningsaffald omfatter maling og opløsningsmidler, kemikalier, pærer, fluorescerende lamper, spraydåser, engangsbatterier og haveprodukter såsom gødning, pesticider, herbicider og insekticider . Derudover betragtes medicinsk affald, der genereres i hjemmet, som et farligt affald og skal bortskaffes korrekt.

## Vejsvin og Natursvin
Vejsvin og Natursvin er en folkelig betegnelse for de – oftest ukendte – personer, som bidrager til at skæmme landskabet med affald. Vejsvin langs vejene ved at kaste affald, emballage, beklædningsgenstande mm. når de færdes i trafikken. natursvin er det samme affaldet efterlades bare dybere i naturen, enten på udflugter i natiren eller desiderede ture for at henkaste større mængder affald.
En særlig variant består i at man skaffer sig af med sit affald ved at efterlade det ved, men ikke i, rastepladsernes affaldsbeholdere.
- Vejsvin (personer der henkaster affald på veje og gader, eller i naturen omkring førstenævnte)
  1. Almindelige bilister der smider mere eller mindre alle typer affald
  2. Bilister med bilen som arbejdsplads der smider mad, madindpakning og askebægerindhold
  3. Misbrugsbilister, er ofte under påvirkning og efterlader det, de har haft med til fest, på parkeringspladsen som lattergaspartroner, alkoholflasker, emballage til piller eller hash, eller des lige[50]

- Natursvin (Personer der henkaster affald i nature)
  1. Skovsvin (Personer der henkaster affald i skoven)

## Eksterne links
- Nyheder relateret til affald og oprydning
- Wikimedia Commons har flere filer relateret til Affaldshenkastning

Skabelon:Waste